# Leo Putz
Leo Putz (né le 18 juin 1869 à Merano où il meurt le 21 juillet 1940) est un peintre allemand.
Dans ses tableaux, Leo Putz intègre les principaux courants artistiques de la fin du XIXe siècle et du début du XXe siècle : impressionnisme, art nouveau, et expressionnisme.

## Biographie
Leo Putz est né le 18 juin 1869 à Meran. Après avoir terminé sa scolarité il obtint le consentement de son père pour devenir peintre. En 1889, il obtient l’autorisation de poursuivre des études à l’Académie des beaux-arts de Munich. Au début des années 1890, cette école est très renommée et Munich fait partie des principaux centres de création artistique en Europe germanophone. Leo Putz poursuivit ses études les années suivantes à Munich et fréquente, durant un semestre d'étude, l’Académie Julian à Paris. L‘artiste emménage dans son premier atelier en 1897 à Munich. La même année, il rejoint la Sécession de Munich comme membre actif. En 1899, il est cofondateur du groupe d’artistes « Scholle » dont faisait entre autres partie Walter Georgi, Fritz et Erich Erler et Adolf Münzer. La « Scholle » revendiquait un profond individualisme et que « chacun cultive sa propre glèbe, un petit morceau de terre qui se trouve évidemment sur aucune carte ». Entre 1900 et 1909, Leo Putz collabore de manière intensive à l’hebdomadaire Jugend qui publie des reproductions de ses nombreuses œuvres et le fait connaître à un large public germanophone.

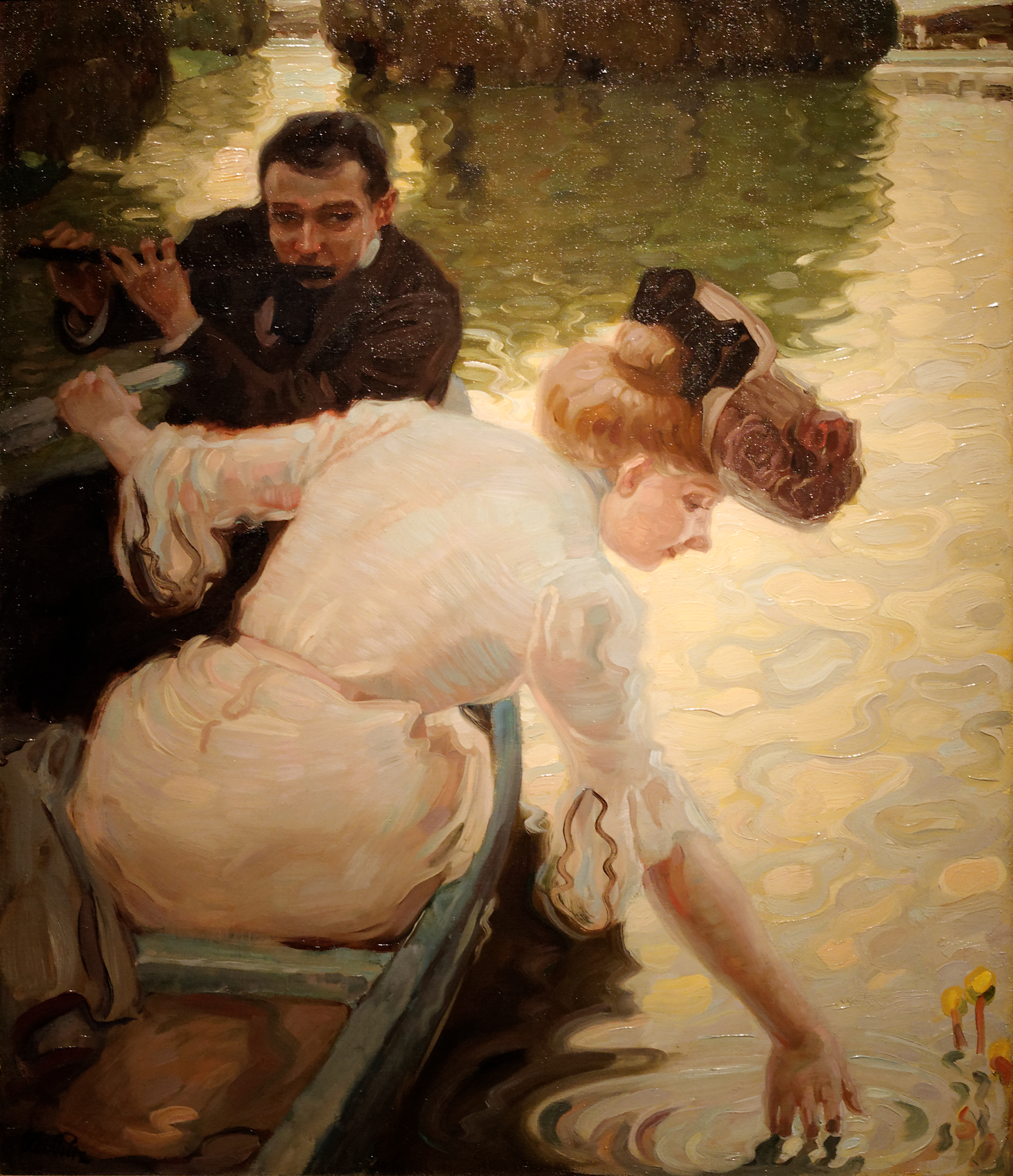
Idylle (1901)

Leo Putz fixe lui-même l’année 1901 comme le début de sa période impressionniste. La « Staatsgalerie Dresden » (galerie d’État de Dresde) et la Neue Pinakothek de Munich acquièrent plusieurs de ses tableaux. À partir de 1905, l’artiste est récompensé de plusieurs médailles pour ses œuvres. En 1909, Putz obtient la nationalité bavaroise, condition indispensable pour le titre de professeur qui lui fut décerné la même année. Entre 1909 et 1914 Leo Putz passe ses étés près du château de Hartmannsberg dans le Chiemgau bavarois. Il travaille en compagnie du peintre allemand Hans Roth et de l’américain Edward Cucuel. Pendant ces années, naquirent les œuvres célèbres du Hartmannsberger Zeit (temps de Hartmannsberg) comme les Kahnbilder (les barques sur l‘eau) et die Badenden (les baigneuses). Le point essentiel de son œuvre de jeunesse est le tableau d'une belle femme qu’il reproduisit dans de nombreuses variantes.

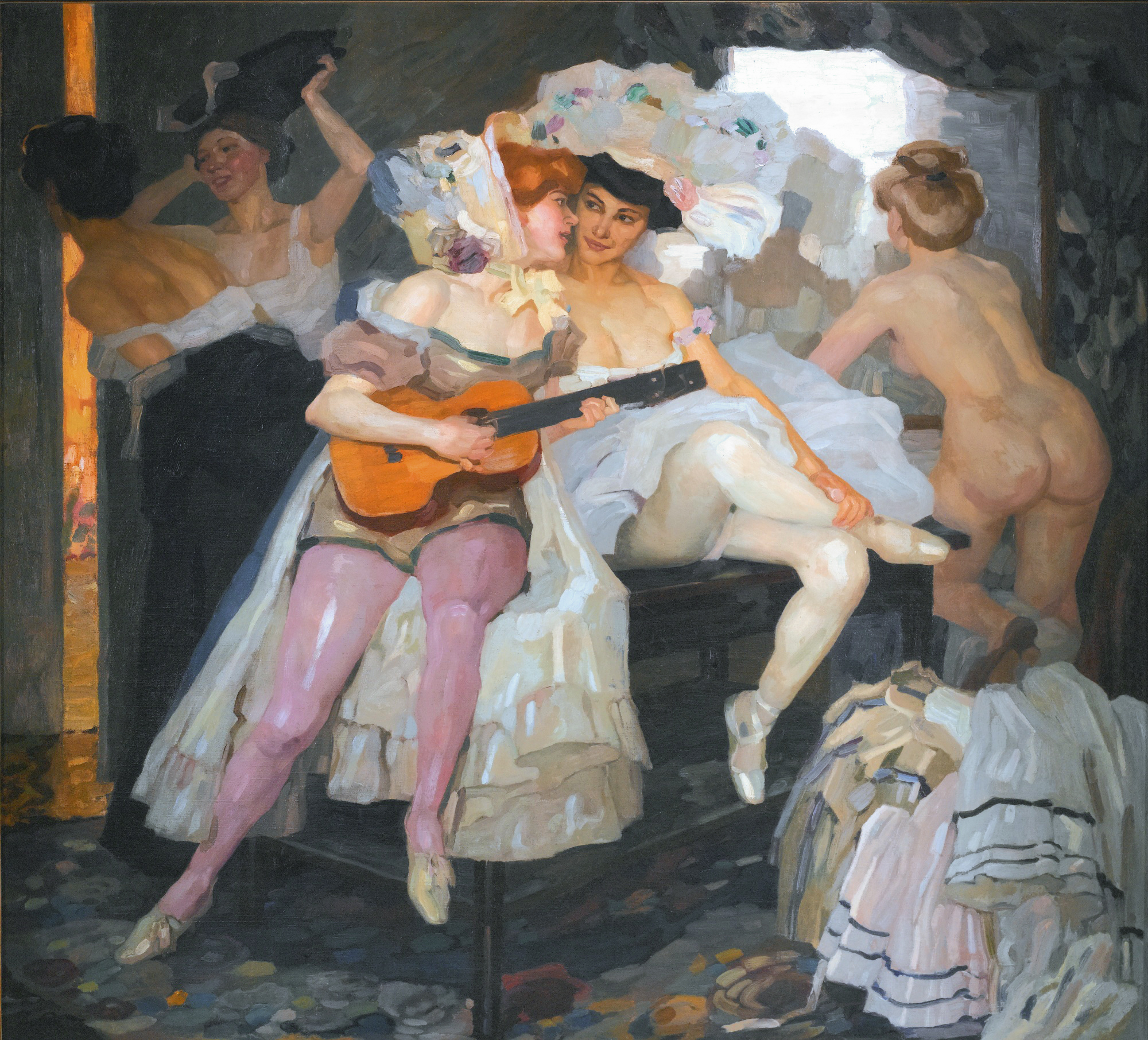
Dans les coulisses (1905)

Acceptant une invitation, Leo Putz partit en Amérique du Sud avec sa famille en janvier 1929. Il y trouva un nouveau monde fascinant, de nouvelles couleurs, de nouvelles sensations et des gens avec une autre culture. Jusqu’en 1933, Leo Putz travailla au Brésil et en Argentine. À la demande de Lucio Costa, il accepta une chaire de professeur à L'Academia de Bellas Artes (Académie des Beaux-Arts) de Rio de Janeiro. L’architecte d'extérieur Roberto Burle Marx qui allait devenir célèbre plus tard, fut l’élève de Leo Putz et le qualifia rétrospectivement comme l’un de ses professeurs les plus importants. Les points essentiels de son œuvre sud-américaine sont les paysages et les personnages. Les vifs coloris ainsi que la simplification des formes caractérisent cette période. En 1936, il fut interrogé plusieurs fois par la Gestapo et se vit finalement contraint à fuir dans sa ville natale, Meran. Mais à Meran on porta bientôt aussi plainte contre lui, en raison de ses propos anti-nazi. En 1937, il fut frappé d’interdiction professionnelle et exclu de la Reichskulturkammer (chambre de la culture du Reich). Il se sentit alors oppressé dans sa demeure de Meran et traversa jusqu’en 1940 le Vintschgau (région du Tyrol du Sud) à pied et en immortalisa les forteresses, les châteaux et les paysages dans ses tableaux. Putz mourut en 1940 à Meran des suites d'une opération. Sa disparition fut officiellement passée sous silence en Italie et en Allemagne.